# 市中区 (济宁市)
市中区曾是山東省济宁市的一个区。撤销前为济宁市委、市政府所在地，全市政治、经济、文化中心。
2013年10月18日，国务院以国函〔2013〕115号文批复撤销济宁市市中区、任城区，设立新的济宁市任城区，以原市中区、任城区的行政区域为新设任城区的行政区域。

## 行政区划
撤销前，市中区辖8街道、1镇：
- 街道办事处：阜桥街道、古槐街道、济阳街道、越河街道、观音阁街道、南苑街道、唐口街道、安居街道
- 镇：喻屯镇